# Dimensione Suono Roma
Dimensione Suono Roma, nata il 5 ottobre 1992, è una delle emittenti del gruppo RDS Radio Dimensione Suono.
Ha un format rhythmic, con un palinsesto musicale di hit e interventi sintetici di conduttori radiofonici.

## Informazione
L'informazione su Dimensione Suono Roma è in onda tutti i giorni con viabilità, meteo (in collaborazione con 3bmeteo.com) e le notizie dalla Capitale, in onda ogni ora dalle 6:00 alle 22:00 e riguardano attualità, cronaca, spettacoli e sport.
Per la viabilità c'è un aggiornamento ogni ora, in collaborazione con il corpo di polizia di Roma Capitale, l'ACI, la polizia stradale, per conoscere in tempo reale la situazione del traffico in città.

## Programmi
Il Drive Time della Capitale: 
- dalle ore 6:00 alle 10:00 La Sveglia dei Gladiatori con Geppo e Rino De Niro: un contenitore di musica, risate, gag e messaggi dedicati a Roma e ai suoi cittadini.
- dalle 16:00 alle 19:00 Don Cash: si torna a casa con l'energia e l'umore giusto, tra musica, freestyle e la voce degli ascoltatori 
Ogni sera Dimensione Suono Roma offre ai suoi ascoltatori programmi prevalentemente musicali:
- Rhythmic History Extended Version: le hit che hanno fatto la storia del ritmo. Tutte le sere, dalle 22:00, un'ora con la musica che ci ha fatto ballare, sognare ed emozionare
- Special Party: le hit più ritmate del momento. Tutte le sere dalle 23:00, e nel weekend in versione mixata.

E da mezzanotte alle 03:00: l'umorismo e la compagnia della Notte dei Gladiatori con Geppo e Rino De Niro

## Rubriche
- Classifiche TikTok, Music Lab, Shazam, Special Party, Top Digital Download ITA in onda tutti i giorni alle 14:50 - Radio Dance  Chart in onda venerdì e sabato alle 15:50
- 100 secondi di RDS con Enrico Mentana, l’attualità quotidiana commentata da una grande firma del giornalismo italiano, in onda dal lunedì al venerdì, alle 11:00 e alle 19:00.
- 100% Made in Italy, un viaggio nelle storie di successo che il mondo ci invidia. In onda dal lunedì al venerdì, alle 12:00.

## Palinsesto
Lunedì-Giovedì
- 00:00-03:00: La Notte dei Gladiatori di Dimensione Suono Roma con Geppo & Rino
- 03:00-06:00: Dimensione Suono Roma Nightlife
- 06:00-10:00: La Sveglia dei Gladiatori di Dimensione Suono Roma con Geppo & Rino
- 10:00-13:00: Gianmarco Callari
- 13:00-16:00: Xenia D'Ovidio
- 16:00-19:00: Danilo Coci
- 19:00-22:00: Lorenzo Palma
- 22:00-23:00: Rhythmic History Extended Version con Lorenzo Palma
- 23:00-24:00: Special Party con Gianmarco Callari

Venerdì
- 00:00-03:00: La Notte dei Gladiatori di Dimensione Suono Roma con Geppo & Rino
- 03:00-06:00: Dimensione Suono Roma Nightlife
- 06:00-10:00: La Sveglia dei Gladiatori di Dimensione Suono Roma con Geppo & Rino
- 10:00-13:00: Gianmarco Callari
- 13:00-16:00: Xenia D'Ovidio
- 16:00-19:00: Danilo Coci
- 19:00-22:00: Lorenzo Palma
- 22:00-23:00: Rhythmic History Extended Version con Lorenzo Palma
- 23:00-24:00: Special Party Weekend con Mauro Zavadava Mandolesi

Sabato
- 00:00-03:00: La Notte dei Gladiatori di Dimensione Suono Roma con Geppo & Rino
- 03:00-06:00: Dimensione Suono Roma Nightlife
- 06:00-10:00: La Sveglia dei Gladiatori di Dimensione Suono Roma con Geppo & Rino
- 10:00-14:00: Xenia D'Ovidio
- 14:00-18:00: Eleonora Scaiola
- 18:00-22:00: Daniele Greco
- 22:00-23:00: Rhythmic History Extended Version con Lorenzo Palma
- 23:00-24:00: Special Party Weekend con Arturo Jkay Arturi

Domenica
- 00:00-03:00: La Notte dei Gladiatori di Dimensione Suono Roma con Geppo & Rino
- 03:00-06:00: Dimensione Suono Roma Nightlife
- 06:00-10:00: Lorenzo Palma
- 10:00-14:00: Gianmarco Callari
- 14:00-18:00: Eleonora Scaiola
- 18:00-22:00: Daniele Greco
- 22:00-23:00: Rhythmic History Extended Version con Lorenzo Palma
- 23:00-24:00: Special Party con Gianmarco Callari

## Voci ufficiali
- Andrea Mete
- Federica Bomba

## Speaker
- Lorenzo Palma
- Simone Metalli (Geppo)
- Gianmarco Callari
- Xenia D'Ovidio
- Daniele Greco
- Danilo Coci
- Rino De Niro
- Eleonora Scaiola

## Dj
- Arturo Jkay Arturi
- Mauro Zavadava Mandolesi